# Hebertshausen
Hebertshausen là một đô thị ở huyện Dachau bang Bayern nước Đức. Đô thị Hebertshausen có diện tích km², dân số thời điểm ngày 31 tháng 12 năm 2006 là người.

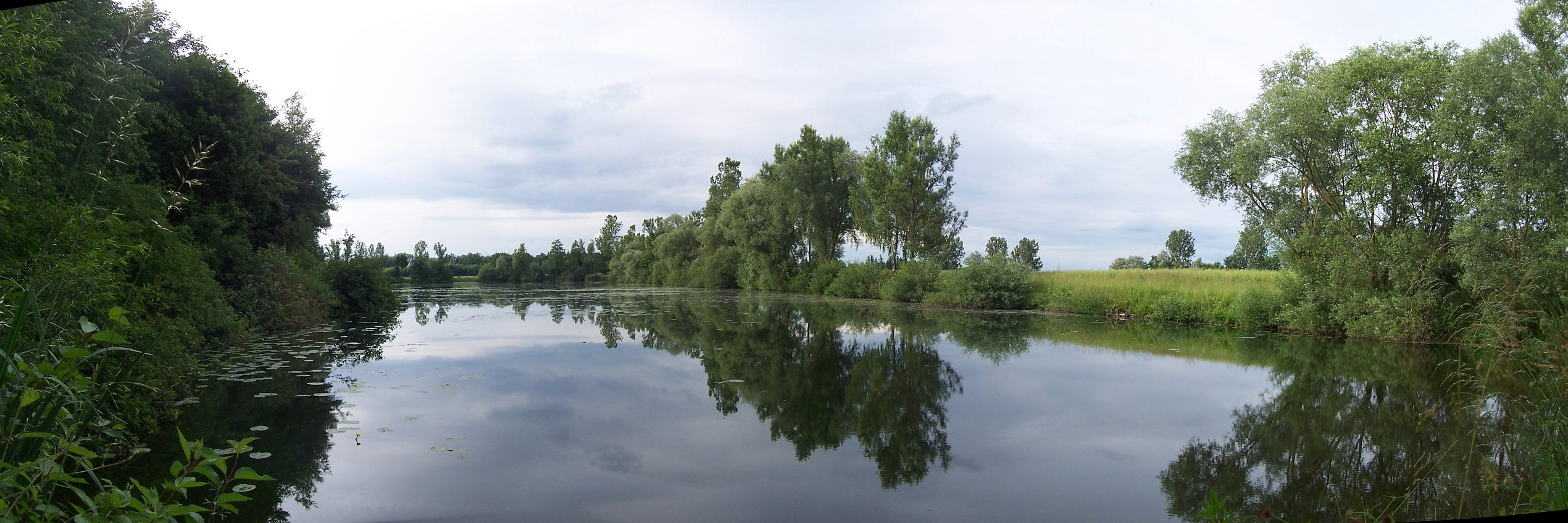
Lake near Hackermoos